# Campionat Mundial de Ral·li Cross
El Campionat Mundial de Ral·li Cross, abreviat WRX, és un campionat de ral·li cross que es disputa des de l'any 2014 i està organitzat per la Federació Internacional d'Automobilisme conjuntament amb l'empresa IMG Motorsport, la qual l'any 2013 es va convertir en la promotora d'aquest certamen que va néixer a partir del Campionat d'Europa de Ral·li Cross.
El campionat es divideix en quatre categories: Supercar, Super1600, Touring Car i RX Lites. A cadascuna d'aquestes categories participen pilots amb vehicles amb diferent preparació. Cada temporada es divideix en diverses rondes, disputades a països de tot el món, especialment d'Europa i Amèrica. A cada ronda es disputen quatre tandes classificatòries, conegudes com a Heat Points on els dotze millors pilots passen a semifinals, d'on els sis millors acabaran disputant la final. Cada ronda es disputa en un circuit amb parts asfaltades i parts de terra.

## Palmarès

### Supercar
| Any  |  | Pilot                | Vehicle             |  | Equip                  | Vehicle             |
| ---- |  | -------------------- | ------------------- |  | ---------------------- | ------------------- |
| 2014 |  | Petter Solberg       | Citroën DS3         |  | Olsbergs MSE           | Ford Fiesta ST      |
| 2015 |  | Petter Solberg       | Citroën DS3         |  | Team Peugeot-Hansen    | Peugeot 208         |
| 2016 |  | Mattias Ekström      | Audi S1             |  | EKS RX                 | Audi S1             |
| 2017 |  | Johan Kristoffersson | Volkswagen Polo GTI |  | PSRX Volkswagen Sweden | Volkswagen Polo GTI |
| 2018 |  | Johan Kristoffersson | Volkswagen Polo R   |  | PSRX Volkswagen Sweden | Volkswagen Polo R   |
| 2019 |  | Timmy Hansen         | Peugeot 208         |  | Team Hansen MJP        | Peugeot 208         |
| 2020 |  | Johan Kristoffersson | Volkswagen Polo R   |  | KYB Team JC            | Audi S1             |
| 2021 |  | Johan Kristoffersson | Audi S1             |  | Hansen World RX Team   | Peugeot 208         |

### RX Lites/RX2
| Any  |  | Pilot               | Equip               |
| ---- |  | ------------------- | ------------------- |
| 2014 |  | Kevin Eriksson      | Olsbergs MSE        |
| 2015 |  | Kevin Hansen        | Hansen Junior Team  |
| 2016 |  | Cyril Raymond       | Cyril Raymond       |
| 2017 |  | Cyril Raymond       | Cyril Raymond       |
| 2018 |  | Oliver Eriksson     | Olsbergs MSE        |
| 2019 |  | Oliver Eriksson     | Olsbergs MSE        |
| 2020 |  | Henrik Krogstad     | Olsbergs MSE        |
| 2021 |  | Guillaume De Ridder | Guillaume De Ridder |